# Исторические миграции армянского населения
В статье рассматриваются вопросы, проблематика, причины и значение миграций армянского населения исторической Армении, происходивших под влиянием различных военно-политических и экономических факторов.

## Вытеснение армянского населения с территории исторической Армении

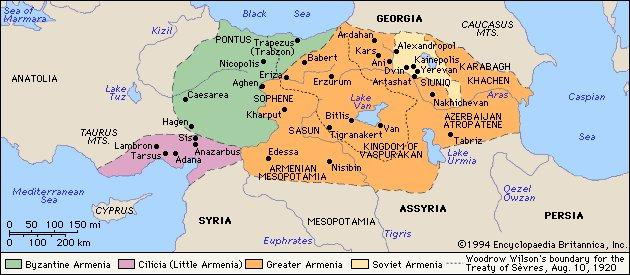
Историческая Армения согласно Энциклопедии Британника. Оранжевым цветом выделена территория Великой Армении, зелёным — Византийской Армении или Малой Армении, фиолетовым — Киликийской Армении, жёлтым — Республики Армения

Как отмечает Н. Г. Волкова, для правильного понимания этнических процессов, происходивших в Закавказье в XVIII—XIX вв., большое значение имеет знание основных этапов формирования национального состава населения края и изменений его в отдельные исторические периоды, начиная с глубокой древности.
Согласно преобладающему научному мнению, армяне являются биологическими потомками автохтонного населения территории современной Армении, а Айраратская долина — центром армянской культуры и исторической армянской государственности (III—II вв. до н. э.). Именно здесь находились столицы Великой Армении — Армавир, Ервандашат, Арташат, Вагаршапат (также являвшийся религиозным центром), Двин (с конца V до начала X века — духовный центр), а также Ани — столица средневековой Багратидской Армении. Эти города были центрами развития древнеармянской культуры. Восточная Армения — Араратская долина с прилегающими к ней горными областями (Лори, Тавуш, Зангезур и др.) — была центром формирования армянского народа, чему способствовало её культурное и языковое единство.

### Армяне в Византии

Римско-персидская граница по договорам 387 (слева) и 591 (справа) годов

После первого раздела Армении между Римской империей и государством Сасанидов (387 год н. э.) часть исторической Армении, расположенная к западу от Евфрата, была присоединена к Римской империи. Приблизительно три четверти территории Армянского царства (провинции Айрарат, Сюник, Васпуракан, Туруберан, Мокк, Тайк, часть Гугарка) образовали вассальную область под владычеством Сасанидов. В этот период и позднее имели место миграции значительного числа армян в византийскую Малую Азию, Константинополь и европейскую часть Византийской империи.
О присутствии армян на территории Римской империи было известно уже в начале I века н. э. В IV—V веках армянские общины появились во многих областях и городах империи. В 571 году, спасаясь от преследований в государстве Сасанидов, множество армян во главе с Варданом Мамиконяном нашли убежище в византийской Малой Азии и, в частности, в городе Пергаме, где они образовали крупную колонию.
В 591 году византийский император Маврикий, одержав победу над персами, присоединил к империи большую часть оставшейся территории Армении, продвинув её границы до самого озера Ван. С конца VI века Армения фактически стала вассальным от Византии государством.
Внутри самой Византии имели место принудительные переселения армян из мест исторического проживания в другие провинции. Так, в царствование Тиберия II (578—582) 10 тысяч армян из Ахдзника были переселены на Кипр. При Константине V (741—775) армяне и сирийские монофизиты были переселены во Фракию. После победы в 872 году Василия I (867—886) над павликианами, большинство из которых, предположительно, составляли армяне, множество их было рассеяно по всей империи. Павликиане из восточных провинций переселялись во Фракию и при Иоанне Цимисхии (969—976). Василий II (976—1025) также переселил в район Филиппополя и в Македонию многих армян из подвластных ему земель с целью организации обороны против болгар.
В начале XI века армяне упоминаются в числе народов, переселённых Никифором I (802—811) в Спарту для восстановления этого разрушенного города; в 885 году полководец Никифор Фока Старший переселил множество армян, возможно павликиан, в Калабрию. После отвоевания Крита в 961 году туда были заселены в том числе и армяне. С середины X века армяне стали интенсивно заселять Каппадокию, Киликию и северную Сирию.

### Период арабского владычества

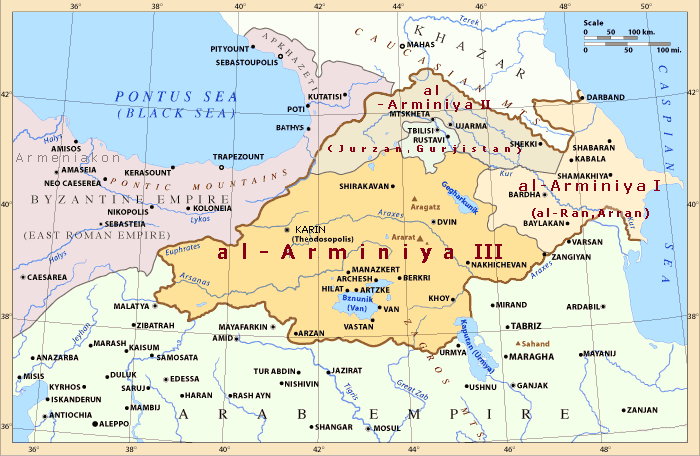
Эмират Арминия (750—885)

В середине VII века Сасанидское государство было разгромлено арабскими халифами. К концу VII века арабы объединили весь Южный Кавказ в обширную провинцию под названием аль-Арминия.
В течение VIII века в Армении происходили антиарабские восстания, во главе которых стояли в основном представители династий Мамиконянов и Багратуни. Мамиконяны и их сторонники из нахараров полагались на поддержку Византийской империи. Потерпев поражение, они были вынуждены покинуть свои владения в Армении и бежали в Византию. В 781 году, спасаясь от преследований в Халифате, в Византию переселились 50 тысяч армян. Императрица Ирина и её сын Константин VI (780—797) официально приветствовали их в Константинополе, награждая прибывших сообразно их знатности званиями и землями.
Между тем семья Багратуни, адаптируясь к политической ситуации, ожидала подходящего момента для самостоятельного восстания против халифата и восстановления независимости Армении. Основная часть армянских правящих домов объединилась вокруг Багратуни, тогда как Мамиконянам и их сторонникам пришлось покинуть политическую арену. В результате общенационального восстания 850—855 гг. Армения получила полную автономию, а в 885 году было восстановлено Армянское царство просуществовавшее до 1045 года.

### Конец X—XI века. Экспансия Византии
Армянские государства в первой четверти XI века вступили в период высшего экономического подъёма и временной политической консолидации, за которой, однако, последовало усиление феодальной раздробленности. Ещё в X веке от Армянского царства Багратидов отделились Васпураканское царство, Ванандское царство (Карс), Сюникское царство (Капан), Ташир-Дзорагетское царство (Лори). В первой четверти XI века Васпуракан распался на три удела. При этом происходило временное усиление Анийского царства, присоединившего Двинский эмират, княжество Вайоцдзор, области Сюникского и Паросского царств.

Багратидская Армения (нач. XI века)

Тем временем Византия, воспользовавшись ослаблением халифата, развернула экспансию на восток с целью аннексии грузинских и армянских государств. В 1021 году армянский католикос Петрос Гетадардз заключил с византийским императором Василием II так называемое Трапезундское соглашение, по которому Анийское царство после смерти шаханшаха Иоаннеса-Смбата передавалось Византии. Одновременно и царь Васпуракана Сенекерим Арцруни был вынужден передать свои владения Византии — за них он получил Севастию, Лариссу и Авару и стал патрикием и стратигом Каппадокии. Вместе с ним в Каппадокию из Васпуракана переселилось 400 тыс. армян.
Советский историк В. П. Степаненко отмечает, что к началу XI века территория Сирии, Месопотамии и малоазиатских фем Византии уже была заселена армянами. Частично это был результат внутренней политики Византии, пытавшейся опереться на армян в отношениях с мусульманским населением областей, отвоёванных у халифата, но в основном это было следствием завоевания Византией собственно армянских земель от Эдессы до Самосаты и Мелитены. Владения, переданные Арцрунидам в Каппадокии, стали началом образования полунезависимых армянских государств на собственно византийской территории.
К 1045 году Византия завершила аннексию Анийского царства. Этому способствовала позиция части армянских феодалов, которые в условиях усиливающегося давления со стороны кочевников предпочли передачу своих владений Византии в обмен на титулы, административные должности и владения в империи.
После падения централизованного армянского государства в Восточной Армении сохранились остатки армянского национально-государственного устройства — Сюникское и Ташир-Дзорагетское царства, а также Хаченское княжество и меликства Хамсы (в Нагорном Карабахе).

### Вторая половина XI века — XV век. Массовое бегство армян из Закавказья в связи с тюркскими нашествиями

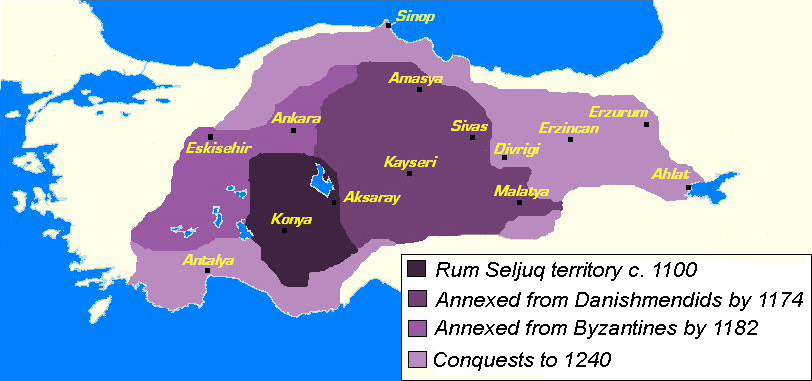
Султанат Рум (Конийский султанат)

Со второй половины XI века территория Армении подверглась нашествию турок-сельджуков, армянское население начало покидать родные земли и эмигрировать в Грузию, на Северный Кавказ и особенно в Киликию. В 1071 году, после битвы под Манцикертом, сельджуками было создано первое государство — Султанат Рум, в который вошла вся Армения и внутренняя часть Анатолии. Это привело к усилению миграции армян в прибрежные области, особенно в Киликию и Ефратес. В 1072 году курдская династия Шеддадидов получила от сельджуков в вассальное владение бывшее Анийское царство, образовав Анийский эмират. Таким образом с XI века на Армянском нагорье и в Закавказье начался многовековой процесс вытеснения армянского и курдского населения пришлым тюркским. В закавказской Армении нападения сельджуков удалось избежать лишь Сюнику (Зангезуру) и Таширу.
Утрата национальной государственности после завоевания Византией, а также нашествие сельджуков привели к массовому переселению армян из опустошённой страны в Киликию, Ливан, Сирию и другие страны в поисках безопасности. Армянские торгово-ремесленные колонии в этот период сложились на Западной Украине, в Италии, в Крыму, Молдавии и других местах за пределами Византии.

Киликийское армянское государство

Массовое переселение армян из Армении на византийские земли имело более глобальные последствия, нежели простое увеличение общины. Во второй половине XI века армяне образовали здесь по меньшей мере 6 государств: в 1071 году — Государство Филарета Варажнуни и Княжество Мелитены, в 1080 году — княжество в Киликии, в 1083 году — Эдесское княжество, примерно тогда же — Кесунское княжество и Княжество Пир. Княжество Киликия в 1198 году было признано армянским царством, став своеобразной «Арменией в изгнании». До конца XIV в. Киликия являлась одним из новых центров армянской политической и культурной жизни.
В конце XIII века после монгольского вторжения из Средней Азии в Иран и Южный Кавказ переселилось туркменское племя каджар. Это усилило давление на христианское армянское население, особенно в Нахджаване и соседних областях.

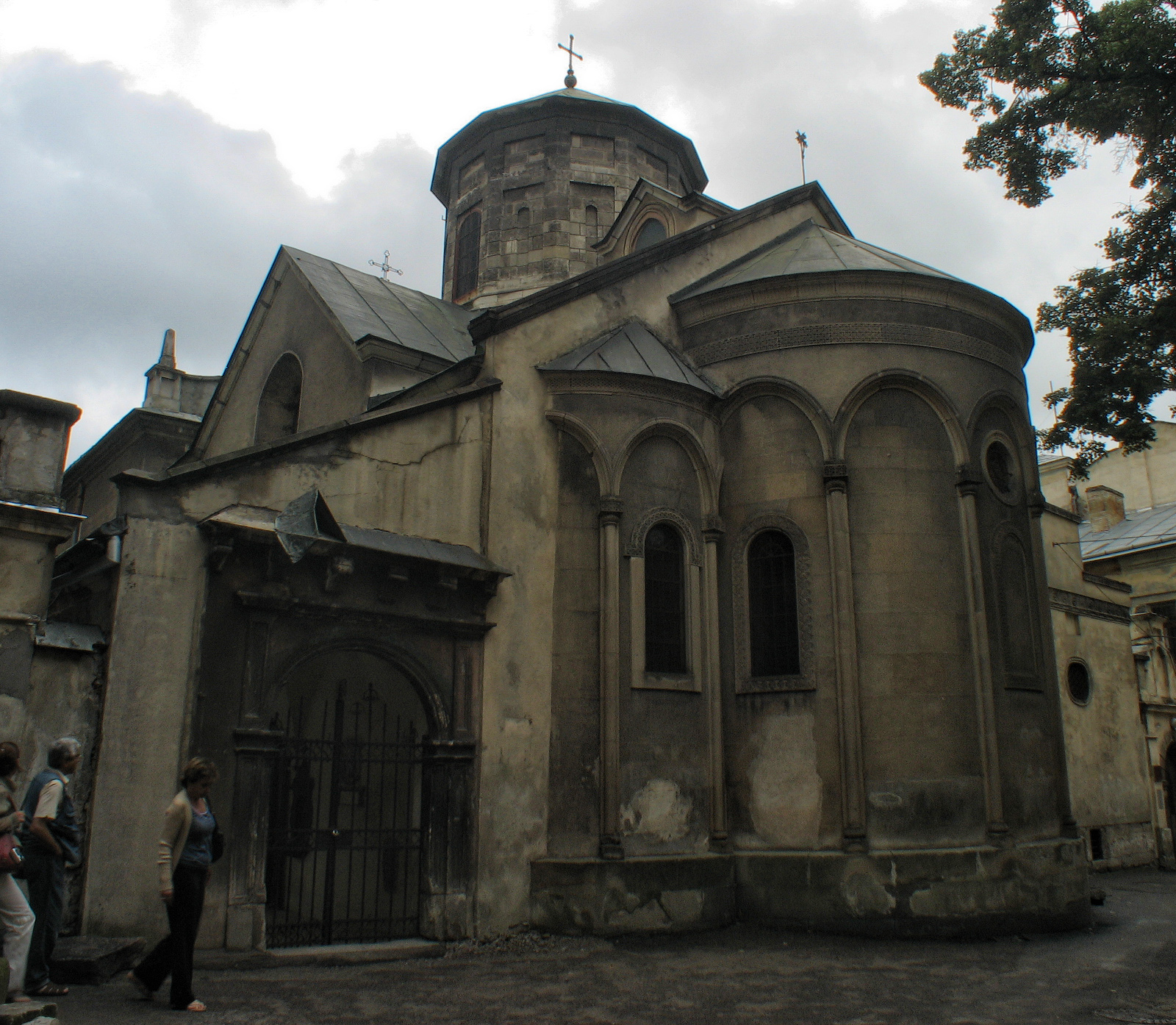
Армянский кафедральный собор Львова, 1363—1370 гг.

Дальнейший отток армянского населения из региона был связан с татаро-монгольским нашествием, а затем с походами Тамерлана, в ходе которых земли отнимались у армян и заселялись тюрками. Так, в своё время Тамерлан переселил на Южный Кавказ (район Эривани, Гянджи и Карабаха) 50 тысяч семейств каджаров, численность которых со временем ещё более увеличилась. Именно из них впоследствии вышли правители местных ханств. В течение XIII—XV веков в Армении крупные и средние армянские феодалы постепенно вытеснялись военно-кочевой знатью — монгольской, тюркской и курдской. Под натиском кочевников армянам приходилось выбирать между истреблением, рабством и массовой эмиграцией в соседние страны. В ходе набегов уничтожались и разграблялись производительные силы и памятники материальной культуры.
В 1380-е годы хан Тохтамыш увёл в плен из Нагорного Карабаха и Сюника десятки тысяч армян.
Процесс заселения армянских земель тюрками продолжался и в XV веке. С 1410 года эти территории вошли в государство тюркского племенного союза Кара-Коюнлу со столицей в Тебризе. Ещё через полвека все владения Кара-Коюнлу отошли новому тюркскому государству Ак-Коюнлу. С XV века территория, на которой в основном расположена современная территория Армении, была частью административной единицы Чухур-Саад. Армянское население в этот период продолжало подвергаться разорению, грабежу и истреблению, уничтожались памятники армянской культуры.
В 1480-е годы в связи с расселением тюркских племён на южных границах Грузии (области Казах, Памбак и Шурагель) часть армянского населения Памбака ушла в Грузию.

### XVI—XVIII века. «Великий сургун». Положение армян в Закавказье на фоне османо-персидского соперничества
К началу XVI века иранский шах Исмаил I, основатель династии Сефевидов, разгромив Ак-Коюнлу, захватил, в числе прочих его владений, Восточную (Закавказскую) Армению. Это событие ознаменовало начало многовекового соперничества за господство на Южном Кавказе между Османской империей и сефевидской Персией.
В середине XVI века Османская империя и Персия после 40-летней войны договорились о разделе сфер влияния. Восточные армянские земли отошли Сефевидам, западные — Османам. Это, однако, лишь на некоторое время приостановило опустошительные войны, в ходе которых обширные территории Закавказья переходили из рук в руки.
С созданием государства Сефевидов область Чухур-Саад была преобразована в беглербегство со столицей в Эривани. Исмаил I, всецело опиравшийся на поддержку верных ему кочевых тюрков-кызылбашей, назначал своими наместниками исключительно племенных вождей. Чухур-Саад, в частности, стал наследственной улькой племени огузского происхождения устаджлы. Помимо устаджлу в этой части Армении были расселены кызылбашские племена алпаут и байят. Власть устаджлу и его правителей в Чухур-Сааде сохранялась вплоть до османского завоевания в конце XVI века.
Изгнав османские войска в начале XVII века, персидский шах Аббас I восстановил беглербегство, и оно существовало вплоть до падения династии Афшаров. В свою очередь, шах Аббас поселил в Восточной Армении племя ахча-койюнлу каджар. При шахе Аббасе в Нагорный Карабах (на территорию современных Кельбаджарского и Лачинского районов) были заселены курдские племена. Этот шаг имел своей целью ослабить связи армянских правителей Нагорного Карабаха с основными армянскими территориями.

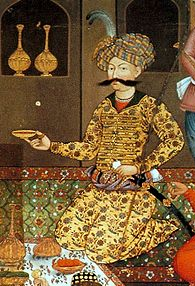
Шах Аббас I Великий, выселивший в 1603 году в Персию закавказских армян

Согласно американскому историку Джорджу Бурнутяну, вплоть до XVII века, несмотря на войны, вторжения и переселения, армяне, вероятно, всё ещё составляли большинство населения Восточной Армении. Значительный удар по армянскому присутствию на этой земле нанесло массовое переселение армян вглубь Персии, организованное шахом Аббасом I в 1603 году, — т. н. «великий сургун». В 1604—1605 годах шах Аббас с целью обезопасить свои периферийные западные границы от потенциального османо-армянского союза решил депопулировать регион, организовав вглубь страны депортацию армянского населения. Ещё одной причиной переселения армян в глубь Персии являлось желание шаха Аббасом I воспользоваться художественными и торговыми навыками армян.

Шах Аббас не внял мольбам армян. Он призвал к себе своих нахараров и назначил из них надсмотрщиков и проводников-жителей страны, с тем чтобы каждый князь со своим войском выселил бы и изгнал население одного гавара. Собственно город Ереван, Араратская область и отдельные близлежащие гавары были поручены Амиргун-хану.— Аракел Даврижеци, XVII век
В ходе этого переселения, в частности, был разорён крупный армянский город Джуга (ныне Джульфа под Нахичеванью), а его жители (согласно разным оценкам, от 12 тыс. семейств до 20 тыс. человек) были переселены в Исфахан, где на выделенной им земле в 1605 году основали «Новую Джульфу». В это же время усилилась эмиграция армян в страны Юго-Восточной Азии, в частности в Индию и Бирму.
Количество армян, переселённых из Восточной Армении в Иран, оценивается примерно в 250 тыс. человек (согласно оценкам некоторых современников, до 300 тыс.).

Великий царь персов шах Аббас первый выселил армянский народ из коренной Армении и погнал их в Персию с целью опустошить страну армян и застроить страну персов, уменьшить [численность] народа армянского и увеличить — персидского. И так как сам шах Аббас был человек осторожный и предусмотрительный, всегда и беспрестанно думал и размышлял о том, как бы предотвратить возвращение армянского населения к себе на родину…— Аракел Даврижеци, XVII век
Выселение жителей пограничных областей в центральные области Ирана продолжалось около восьми лет, до заключения в 1612 году мирного договора с Турцией, но и в более поздний период население некоторых областей Армении перемещали в район Исфахана. В соседней Османской империи в то же время тысячи армян покидали страну из-за погромов и разбойных нападений со стороны банд джелалийского движения. Стихийная эмиграция была настолько значительной, что имела ощутимые последствия для Османской империи. Турецкий султан Ахмед I в 1610 году, пытаясь хоть как-то повлиять на отток армян, даже издал приказ о возвращении всех на свои прежние места проживания.
Добровольная эмиграция армян с турецких и персидских территорий продолжалась на протяжении всего XVII века. Армяне уезжали в уже существовавшие к тому времени армянские колонии в Европе и Азии.
В середине XVIII века, при Надир-шахе, все иранские владения в Южном Кавказе были объединены в одну провинцию, охватывавшую территории от Эривани до Дербенда включительно.
В 1746 году по приказу Надир-шаха 1000 армянских семейств были переселены из Нахичевана в Хорасан.
Смерть Надир-шаха (1747) и ослабление центральной власти привели к распаду империи на более или менее самостоятельные государственные образования — ханства, султанства, меликства. В частности, в этот период на территории Чухур-Саада возникли Нахичеванское и Эриванское ханства, Нагорный Карабах вошёл в Карабахское ханство.

## Миграция армян из Закавказья на Северный Кавказ и депортация армян из Закавказья в Персию. XVIII—XIX века

### XVIII век. Переселение армян из Закавказья на Северный Кавказ

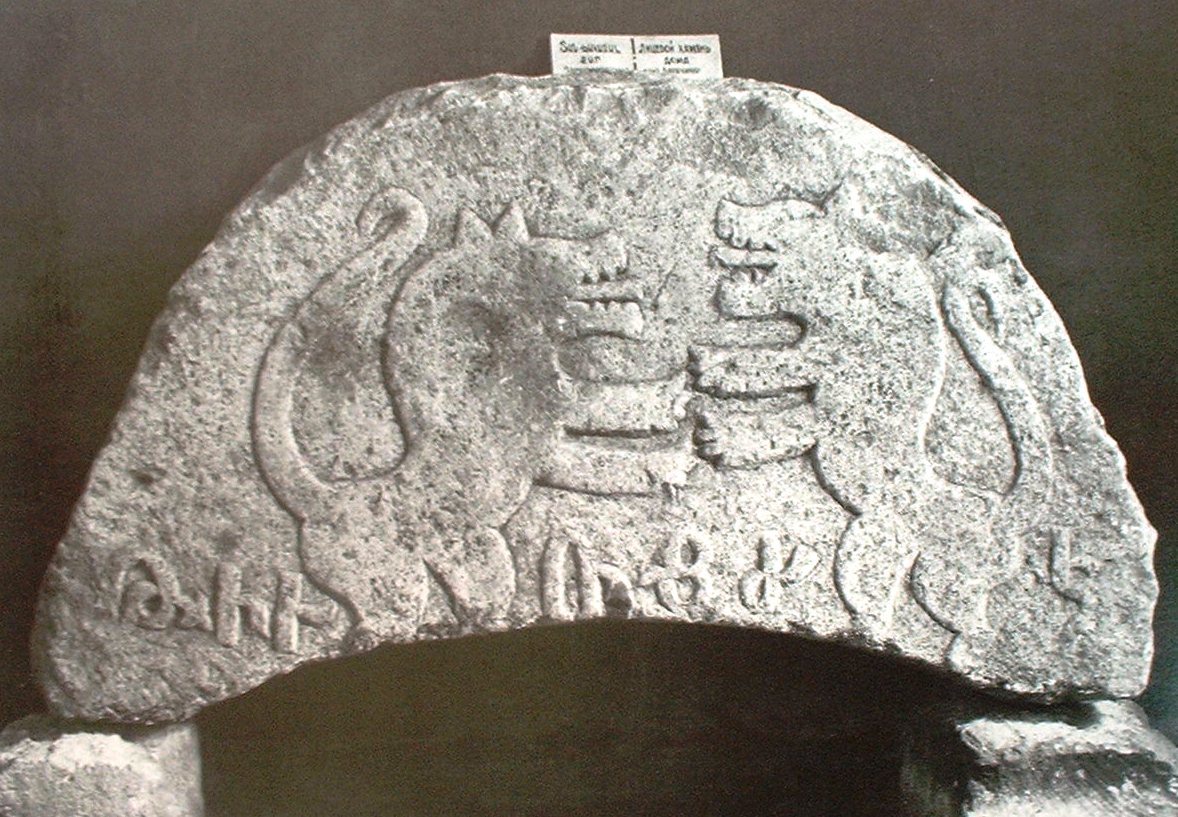
Герб армянского Гюлистанского меликства в Нагорном Карабахе

В XVIII веке армянское национально-государственное устройство сохранилось только в Нагорном Карабахе — в меликствах Хамсы. Уже в тот период немало армян перешло из Персии на российскую территорию — в первую очередь, на Северный Кавказ.
Армянское население Персии постоянно подвергалось грабежам и насилию со стороны правителей. Писатель Хачатур Абовян так описывал положение армянского населения: «Ни дом армянину не принадлежал, ни скот, ни все добро, ни сам, ни жена его».
Уже в первой четверти XVIII века, например, армяне из различных провинций Персии поселялись на левобережье Терека. Эта миграция была вызвана прежде всего упадком хозяйственно-экономической и социально-культурной жизни Закавказья, а также тяжёлым положением армян в Иране, Турции и закавказских ханствах. Организация армянских поселений на Тереке и в Прикаспии соответствовала и российским интересам. Пётр I ещё до персидских походов 1722—1723 годов приглашал армян в Россию. Он считал Притеречье и Астраханскую область наиболее благоприятными районами для развития виноградарства, виноделия и шелководства. К концу 20-х годов XVIII века относится новая волна миграции армян из Карабаха и Зангезура на восток Северного Кавказа.
В 1795 году в результате походов Ага Мохаммед хана и междоусобной борьбы феодальных правителей более 700 армянских семей из Карабаха были вынуждены эмигрировать на свободные земли в Болниси.  В 1807 году один из курдских лидеров Махмед Сефи-султан, перейдя русско-персидскую границу, переселил свой род, включающий 600 курдских семейств, в Карабах.
В 1798 году, ряд карабахских меликов с подвластными им 11-ю тысячами армянами принимают подданство России, и переселяются её пределы на Кавказскую линию и другие места.
В конце XVIII века из осевших на юге России армян значительную часть составляли армяне из Карабаха. В 1797 году российский император Павел I издал указ, известный под названием «Жалованной грамоты 1799 г.», о взятии под покровительство России карабахских меликов и их подданных в количестве 11 тысяч семей (около 60,000 человек), а также поселении их на Кавказской линии. После опустошительного набега на Южный Кавказ персидского шаха Ага Мохаммед-Хана, попытавшегося восстановить контроль над Восточным Закавказьем, ок. 3,5 тыс. армян, перейдя на Кавказскую линию из Бакинского, Дербентского и Кубинского ханств, расселилось в Кизляре, Моздоке, Старых Маджарах и других местах Кавказской губернии.

### Количественные оценки этнического состава закавказских областей на конец XVIII — начало XIX века
Если в начале XVII века, на территории Закавказья все ещё насчитывалось порядка 1 миллиона армян , то уже к началу XVIII века — порядка 700,000, к концу того же столетия — 422,000 армян, а к началу XIX века (на момент прихода русских войск) — 150,000 армян
Как отмечает американский историк Р. Ованнисян, насильственная депортация, проведённая шахом Аббасом, и другие массовые переселения XVII—начала XIX веков, привели к тому, что к первой четверти XIX веку армяне сохранили значительное большинство лишь в горных районах Карабаха и Зангезура. Что касается Эриванского и Нахичеванского ханств, то в этот период здесь насчитывалось лишь 25,000 армян, что составляло 20 % населения (с 1795 по 1827 годы из Эриванского ханства только в Грузию переселилось порядка 20 000 армян и ещё порядка 30,000 были угнаны в Персию). В Гянджинском ханстве армяне также стали меньшинством.
С. М. Броневский в 1807 году писал:
В 1733 году карабагские армяне выгнали турок из своего владения… Потом восставшие между меликами раздоры были причиною войны, которая продолжалась более двадцати лет. Мелик Шахназор призвал к себе на помощь владетеля кочующего чавонширскаго народа Фона хана и сдал ему крепость Шуши. По смерти Фона хана сын его, ныне владеющий Ибрагим хан, довершил и покорение и разорение меликов, из коих многие перешли в Грузию, а подданные их армяне разбрелись по разным сторонам, наиболее в Россию, в Грузию и Ширвань. Прежде сего Карабаг славился своими конскими заводами, и лучшие лошади в Персии почитались карабагские. Ныне в сей богатой провинции, в которой считалось до 60 тысяч дворов жителей, едва пять тысяч дворов жителей осталось. В 1796 году во время экспедиции на Персию считалось в Карабаге до 30 тысяч вооруженных армян, которые от всех прочих отличаются способностью своей к военному ремеслу. Шушинскую крепость, столицу ханства карабагскаго, почитают в Персии за неприступную.
Параллельно с изгнанием армянского населения из Карабаха и других армянских областей Закавказья, происходило заселение этих земель тюрками. Так, Ахмед-бек Джеваншир в начале XIX века писал:
Одновременно с этим и несколько после того переселились к Панах-хану в Карабах из Грузии и соседних ханств следующие кочевые общества: Пюсьянское, Карачарлинское, Джинлинское, Демирчи-Гасанлинское, Кызыл-Хаджилинское, Сафи-Уюрдское, Бой-Ахметлинское, Саатлинское, Кенгерлинское и многие другие.
Изгнание армянского населения и его замещение тюркским и курдским во второй половине XVIII века значительно изменило этнический облик Закавказья.
Джордж Бурнутян, анализируя результаты переписи населения Карабахского ханства, проведённой русскими властями в первой половине 1823 года, указывал, что армянское население ханства было в основном сосредоточено в восьми из 21 магалов (районов), из которых пять (Варанда, Гюлистан, Дизак, Джраберд и Хачен) — то есть армянские меликства с подавляющим преобладанием армянского населения — составляют современную территорию Нагорного Карабаха, а ещё три были расположены в Зангезуре. Таким образом, 35 % населения Карабаха (армяне) проживали на 38 % территории всего края, составляя абсолютное большинство в Нагорном Карабахе (более 90 %).
Чтобы понять масштабы демографической катастрофы для армян в Карабахе во второй половине XVIII века, достаточно сравнить данные из переписки русских генералов того периода с данными о численности армян к началу XIX века. Так, в докладной записке князя Г. А. Потёмкина Екатерине II (02.09.1783) говорилось о 30 тысячах армянских семей (ок. 150 тысяч человек) в Карабахе. По данным переписей первой половины XIX века, армяне составляли чуть более трети (34,8 %) населения территории всего Карабаха (вместе с равнинной его частью до устья реки Кура).
Советский исследователь А. Н. Ямсков высказывал сомнения по поводу корректности итогов переписей в Карабахе — он указывал на необходимость учитывать тот факт, что переписи обычно проводились в зимний период, когда кочевое и полукочевое азербайджанское население находилось на равнинах, тогда как в летние месяцы оно поднималось на высокогорные пастбища, что, естественно, изменяло демографическую ситуацию в горных районах. В результате эта часть азербайджанского населения никогда официально не учитывалась как часть населения Нагорного Карабаха (например, в начале 1920-х годов численность учтённого азербайджанского населения составила лишь 6 процентов). Согласно данным, которые приводит А. Н. Ямсков, в 1845 году население равнинного и нагорного Карабаха состояло из 30 тыс. армян и 62 тыс. мусульман, из которых 50 тыс. (более 80 %) были кочевниками. По его же данным, в 1897 году сельское население Шушинского и Джеванширского уездов, чья территория охватывала почти весь исторический Карабах (как нагорный, так и равнинный), состояло на 43,3 % из армян (93,6 тыс.) и на 54,8 % из азербайджанцев (115,8 тыс.). В то же время Ямсков отмечает, что точка зрения, согласно которой кочевое и полукочевое население не имеет прав на сезонно используемые земли, является доминирующей среди исследователей из СССР и дальнего зарубежья. Сам Ямсков оценивает такую позицию как умалчивание прав кочевого населения на сезонные территории.
В 1725 году, число армян на Южном Кавказе (Ереванская, Нахичеванская, Зангезурская, Карабахская провинции, а также области Шеки, Ширван и Грузия) составляло ок. 700,000 человек с наибольшей концентрацией в горах Зангезура и Карабаха (ок. 300,000 человек), на Араратской долине с центром в г. Ереван (ок. 100,000 человек), на берегах озера Севан и горно-лесистых районах к северу от него (ок. 100,000 чел.).
По переписи 1760 года, на территориях Закавказья насчитывалось 437,000 армян, из которых:
В Картли-Кахетинском царстве — 47,000 армян (15,7 % населения царства)
В Эриванском и Нахичеванском ханствах — 75,000 армян (ок. 54 %)
В Карабахском ханстве — 200,000 армян (80 %)
В Шекинском и Шемахинском (Ширванском) ханствах — около 100,000 армян (60 %)
В Гянджинском ханстве — 15,000 армян (47 %)
В 1795 году, число армян в Закавказье составляло 295,000 человек, из которых:
В Картли-Кахетинском царстве — 70,000 армян (22 %)
В Эриванском и Нахичеванском ханствах — 50,000 армян (45 %)
В Карабахском ханстве — 100,000 армян (70 %)
В других местах (Гянджинское, Ширванское, Шекинское ханства) — 75,000 армян
В 1817 году, число армян в Закавказье составляет 217,000 человек, из них:
В Картли-Кахетинском царстве — 82,000 армян (25 %)
В Эриванском и Нахичеванском ханствах — 50,000 армян (45 %)
В Карабахском ханстве — 35,000 армян (35 %)
В других местах (Гянджинское, Ширванское, Шекинское ханства) — 50,000 армян
В 1828 году, в Закавказье оставалось 150,000 армян, из которых:
В Картли-Кахетии — 50,000 армян (16 %)
В Эриванском и Нахичеванском ханствах — 25,000 армян (20 %)
В Карабахском ханстве — 30,000 армян (30 %)
В других местах (Гянджинское, Ширванское, Шекинское ханства) — 45,000 армян.

### Переселение армян после Туркманчайского мира

#### Туркманчайский мир
В результате русско-персидских войн 1801—1813 и 1826—1828 годов к России отошли территории исторической Восточной (Закавказской) Армении и современного Азербайджана, а новой границей между Россией и Персией стала река Аракс. По Гюлистанскому мирному договору (1813) Персия признала присоединение к России ряда ханств Восточного Закавказья (в том числе Карабахского ханства), а по Туркманчайскому мирному договору (1828) Россия приобрела Эриванское и Нахичеванское ханства. Таким образом подданными России автоматически стали армяне, составлявшие на тот период 20 % жителей Эриванского ханства. После завершения военных действий часть армянского населения других районов Персии выразила желание перебраться на российскую территорию, как и было предусмотрено условиями Туркманчайского мирного договора.

#### Создание Армянской области
Сразу после взятия русскими войсками Эривани армяне в России начали выступать с идеей создания автономного армянского региона, со своим флагом и армянскими управляющими. Русские офицеры из армян — Лазарь Лазарев, Александр Худабашев и Моисей Аргутинский-Долгорукий — разработали план создания автономного армянского княжества под русским протекторатом. Однако император Николай I отверг эту идею, одобрив план создания Армянской области со столицей в Эривани, по которому руководство областью должно было осуществляться русскими управляющими. В Армянскую область вошли земли Эриванского и Нахичеванского ханств и Ордубадского округа, что примерно соответствует территории современных Армении и Нахичеванской Автономной Республики.

Посол Российской империи при дворе персидского шаха А. С. Грибоедов, содействовавший переселению персидских армян. Указывал в своих записках на «основательное недовольство местного населения» формами, в которых русская администрация осуществляла это переселение.

#### Организация переселения армян
Туркманчайским мирным договором предусматривалась возможность беспрепятственного переселения в Россию (в течение года) подданных Персии, проживающих в иранском Азербайджане:

Е. в. шах … дарует совершенное и полное прощение всем жителям и чиновникам области, именуемой Азербайджаном. Никто из них, к какому бы разряду ни принадлежал, не может подвергнуться преследованию, ниже оскорблению за мнения, поступки свои или поведение в течение войны или в продолжение временного занятия помянутой области российскими войсками. Сверх того, будет предоставлен тем чиновникам и жителям годичный срок, считая от сего числа, для свободного перехода со своими семействами из персидских областей в российские, для вывоза и продажи движимого имущества, без всякого со стороны правительства и местных начальств препятствия и не подвергая продаваемые или вывозимые сими лицами имущества и вещи какой-либо пошлине или налогу…

Армянское население в ходе боевых действий связывало большие надежды с приходом русских войск и оказывало им всемерную помощь. С. Н. Глинка в своём «Описании переселения армян аддербиджанских в пределы России» восторженно отмечал:

Армяне, воодушевлённые вызовом полковника Лазарева, на крыльях усердия и любви летели к полкам русским и оказывали важнейшие услуги… Многие из армян… простёрли братские объятия к русским воинам, извещали их о каждом движении неприятеля, служили им проводниками и действовали на поле битвы.

Руководить организацией переселения было поручено полковнику Л. Е. Лазареву. Это было сложное дело, так как персидское правительство, поняв, как много оно теряет с уходом тысяч переселенцев, тайно запретило покупку недвижимости у переселяющихся. Персидские чиновники и поверенный Британской Ост-Индской компании всячески запугивали их. Мусульмане осыпали переселенцев-христиан проклятиями и швыряли в них камни.
Лазарев составлял списки переселенцев, снабжал нуждающихся деньгами. Понимая, что, несмотря на годичный срок, после ухода русских войск всё усложнится во много раз, он спешил, и за три с половиной месяца за Аракс перешло более восьми тысяч семейств (около сорока тысяч человек). Большинство переселенцев разместилось на территориях бывших ханств — Эриванского, Карабахского и Нахичеванского.

Полковник по особым поручениям при К. Ф. Паскевиче Л. Е. Лазарев был назначен ответственным за организацию переселения армян. В марте 1828 года им был составлен следующий призыв, поддержанный также католикосом армян Нерсесом V:
По дошедшим до меня достоверным слухам неблагонамеренные люди стараются распространить не токмо нелепые и лживые вести, но даже  вселить страх в просивших дозволение переселиться в благословенную Россию, и тем отвратить желанно сердец их. В отвращение сего и по  доверенности ко мне армянского народа, по долгу обязанности. возложенной на меия главнокомандующим нашим, объявляю вам, что великодушный монарх Российский дает желающим переселиться надежное, спокойное и счастливое убежище в его государстве. В Эриване, Нахичеване и Карабахе, где сами изберете, получите вы в изобилии хлебородную землю, отчасти засеянную, коей десятая только часть обрабатывается в пользу казны. Вы освобождаетесь в продолжении шести лет от всяких податей и, для переселения беднейших из вас, подана будет помощь. Те, кои имеют здесь недвижимость, отправив семейства свои, могут оставить по себе поверенных для продажи оной, срок коей определен по Туркменчайскому трактату до пяти лет; имена оставшихся с описью имуществ их доставите» мною к посланнику или комиссару, при его высочестве Аббас-Мнрзе пребывающим, дабы они, яко подданные великого государя, были под высоким его покровительством. В России увидите вы терпимость вер и равенство прав русского с прочими подданными государя, и забудете все горести, вами терпимые. Там найдете вы новое отечество, населенное христианами, и не увидите более угнетение святой веры! Там будете вы жить под покровительством законов и почувствуете благотворное их действие.— Там наконец вы улучшите благосостояние ваше, и малые пожертвования, сделанные вами, вознаградятся стократно. Вы оставите родину, любезную для всякого: но одна мысль о земле христианской должна приводить вас в восторг.  Рассыпанные по областям персидским, христиане увидят соединение свое, и можете ли вы знать, чем великий монарх России наградит преданность вашу? Поспешайте! время дорого. Скоро выступят российские войска из границ персидских, тогда переселение ваше затруднится, и мы не в состоянии будем отвечать за безопасное следование ваше. Жертвуя малым и на малое время, получите все и навсегда.»
 Подписал: российско-императорский полковник и кавалер Лазарев

#### Проблемы
Отнюдь не все, однако, одобряли поспешность действий российских чиновников. Договор был подписан 10 (22) февраля 1828 года, а уже 26 июля в письме К. В. Нессельроде, вице-канцлеру и управляющему российским министерством иностранных дел, посол Российской империи при дворе персидского шаха А. С. Грибоедов отмечал:

Армянский архиепископ Нерсес, прибывший из Эчмиадзина, говорил мне много насчёт переселения 8000 семейств армян, которые пришли из-за р. Аракс, чтобы поселиться в наших провинциях; вследствие этого Марага, Салмаст и Урмия почти обезлюдели, что для Аббас-Мирзы, согласно финансовому вычислению персов, составляет потерю в 100 000 туманов ежегодного дохода, или 4 курура капитала; это его чрезвычайно огорчило.

Речь в письме шла о семьях армян из Табриза, Мараги, ханств Салмасского, Хойского, Урмийского.

Вашему сиятельству угодно было узнать достовернее чрез меня о способах, которые были приняты к переселению Армян из Адербейджана, и о нынешнем их водворении в наших областях. Л<азарев> почитал себя главным побудителем этой эмиграции, о чём, как вам известно, он изъяснялся довольно гласно, но неосновательно, потому что Армяне никакого понятия не имели о нём, будучи единственно движимы доверенностью к России и желанием быть под ея законами. Трактат давал им на сие полное право (…) Полк. Л<азарев> помышлял только о сочинении прокламаций, довольно неуместных, между прочим, о формировании регулярнаго Армянскаго ополчения, полагая даже включить в круг своих замыслов (…) и самый Карабах и прочия области, имеющия своё начальство и где особенной власти от давно учреждённых не могло быть допущено. (…) при помещении их у нас на новых местах все сделано безсмысленно, нерадиво и непростительно. Армяне большею частью поселены на землях помещичьих мусульманских. Летом это ещё можно было допустить. Хозяева, мусульмане, большею частью находились на кочевьях и мало имели случаев сообщаться с иноверными пришельцами. Не заготовлено ни леса и не отведено иных мест для прочнаго водворения переселенцев. (…) Переселенцы находятся сами в тесноте и теснят мусульман, которые все ропщут и основательно..

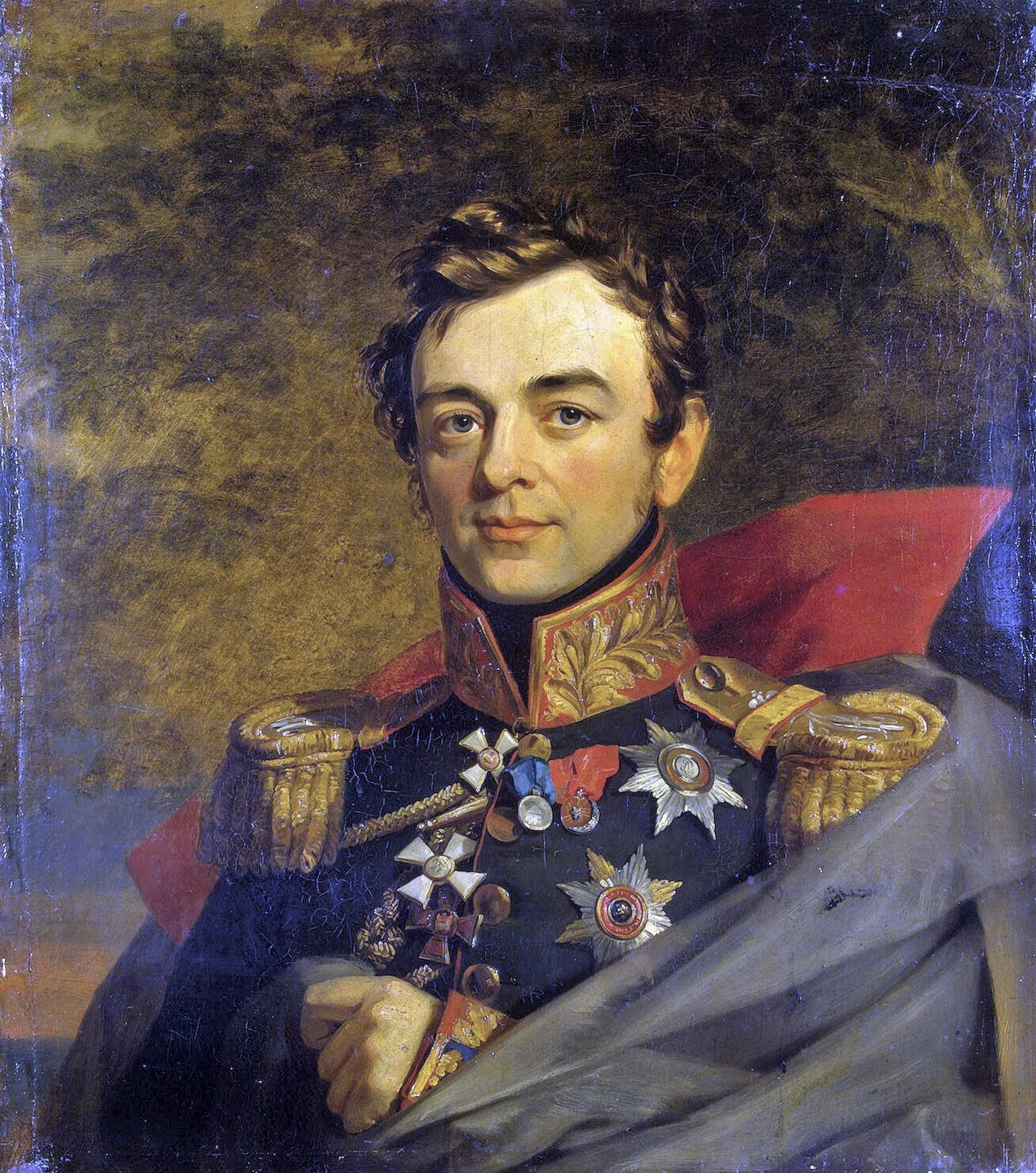
Генерал-адъютант И. Ф. Паскевич до завоевания им Эривани и Нахичевани.

По сообщению Грибоедова, переселение армян в Нахичевань привело к недовольству местного мусульманского населения. Грибоедов отмечал, что это может привести к бегству мусульман в Персию, чему русская администрация пыталась препятствовать:

В Нахичеванской области нашёл я ещё более беспорядка и притеснений от переселения армян, нежели в Эривани. Вашему сиятельству известно, как скудна прежними жителями и как небогата сия провинция. Здесь армянам, пришельцам, лучше, нежели в ином месте, где я их встречал; но брожение и неудовольствие в умах татарских доходит до высочайшей степени. … Очень легко может случиться, что они в отчаянии бросят своё хозяйство и имущество, и тогда напрасно мы это будем приписывать персидским внушениям, как это недавно случилось при бегстве садаракцев.

Грибоедов рекомендовал графу Паскевичу дать указание о переселении около 500 армянских семей далее в Даралагез. 7 сентября 1828 года в Тифлисе была опубликована подготовленная Грибоедовым совместно с П. Д. Завелейским «Записка об учреждении Российской Закавказской компании». В ней, в частности, было сказано:

Нижеподписавшиеся почитают долгом при сём коснуться состояния армян, вновь перешедших в российские пределы из-за Аракса. Многочисленная сия эмиграция, хотя побуждённая словами Тюркменчайского трактата, но при подписании оного никак не могла быть предвидена. Стечение обстоятельств, в отношении к тому предмету побочных, как-то: продолжительное занятие нашими войсками Хойской провинции и т. п., немало сему способствовало. Исполнена же она была в первые четыре месяца по замирении; ничего не было и не могло быть приготовлено к их принятию. Для сего денежных пособий недостаточно; собственное их незнание края, для них нового, может быть для них гибельно; перемена воздуха из знойного в суровый, при возвышенной полосе наших областей и наоборот, все сии затруднения могут ещё продлиться.

И. И. Шопен в своём «Статистическом описании Армянской области», основанном на материалах, собранных в 1829 году по поручению кавказского наместника И. Ф. Паскевича, писал:

Несколько времени после заключения Туркманчайского трактата… большая часть магалов Эриванской и Нахичеванской провинций оставалась более года без жителей, которые во время войны укрывались в соседних турецких пашалыках и в неприступных горах Армянской области. В 1828 году, когда армяне, обитавшие в Адербиджане [имеется в виду провинция в Персии, не относящаяся к современному Азербайджану], получили позволение переселиться в пределы наши, частые их партии начали переправляться через Аракс и заняли все пустопорожние деревни, которые встречались им на марше, — таким образом разместились они и завладели домами, землями, садами, мельницами коренных жителей, которые начали постепенно возвращаться только с 1829 года. Но найдя жилища свои в руках других хозяев, они просьбами и разными убеждениями склонили армян дозволить им занять небольшие участки самых невыгодных земель их селений и строить себе дома. Другие удалились в горы и в верхней и средней полосах устроили вовсе новые селения.

#### Репатриационные потоки

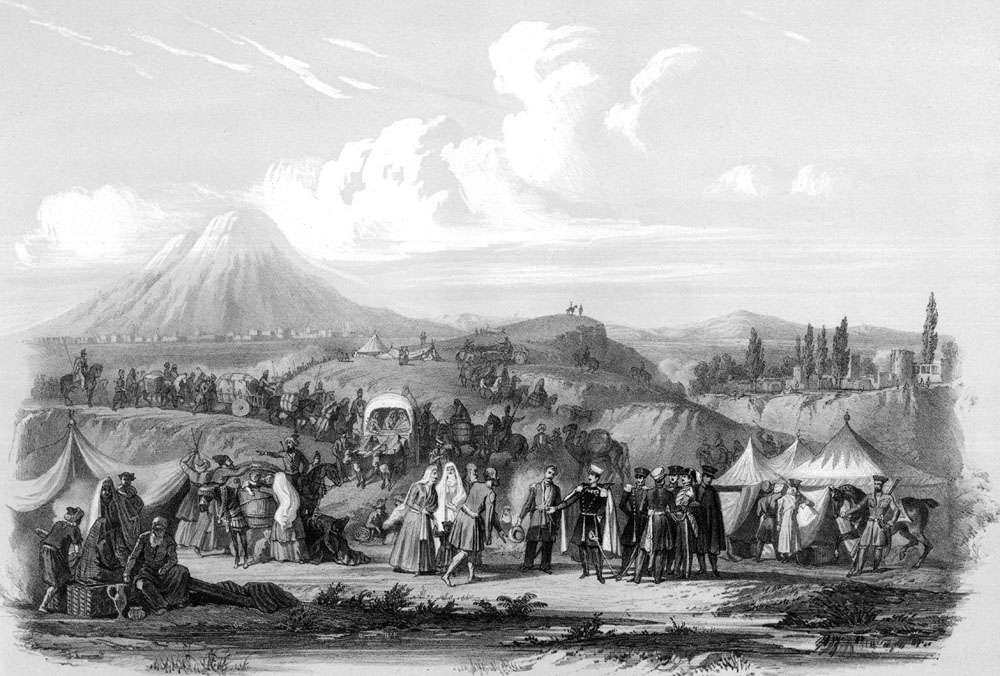
Мошков В. И. Переселение армян в Россию, 1828 год

Джордж Бурнутян указывает, что большинство переселенцев из Персии селились на территории бывших Эриванского и Нахичеванского ханств и лишь 279 армянских семей решили эмигрировать в Карабах — они поселились в Капане и Мегри (то есть в Зангезуре). По его словам, все документы, относящиеся к армянской эмиграции, показывают, что российские власти по политическим, военным и экономическим причинам рекомендовали армянам селиться в недавно созданной Армянской области. Он также отмечает, что из Грузии армяне переселяться в Армянскую область не собирались и что российские власти сосредоточили усилия на репатриации армян, выселенных шахом Аббасом в Иран в XVII веке. Канадский политолог Размик Паноссян называет этот процесс «своего рода возвращением домой». По существующим оценкам, всего после 1828 года в Эриванскую и Карабахскую провинции перебралось из Персии около 57 тысяч армян. В то же время эти территории покинуло около 35 тысяч из 87 тысяч мусульман — азербайджанцев, курдов, лезгин и представителей различных кочевых племён, населявших Эриванское ханство. После этих массовых переселений армяне стали составлять большинство населения бывшего ханства (65 тысяч армян и 50 тысяч мусульман, включая 10 тысяч курдов). После русско-турецких войн 1855-56 и 1877-78 годов переселения армян продолжились. На этот раз армяне из Османской империи переселялись в Карабах и другие регионы российского Закавказья, в то время как тысячи мусульман бежали с российской территории.
Бурнутян отмечает, что из упомянутых С. Н. Глинкой 40 тысяч армян, перешедших Аракс за первые месяцы после подписания Туркманчайского договора, только 3 тысячи поселились в Зангезуре и около тысячи в Карабахе, основав селение Марага (в 1978 году в селе был установлен памятник «Марага 150» в связи со 150-летием основания села). Притом, как утверждается, большая часть армян, эмигрировавших в Карабах, были бывшими его жителями, которые ранее покинули край из-за притеснений Ибрагим-хана. В описании экономического быта крестьян Джеванширского уезда А. Е. Хан-Агов, помимо Мараги, упоминает сёла Джанятаг, Верхний Чайлу и Нижний Чайлу как основанные в 1820-х годах армянскими переселенцами из Персии, отмечая при этом, что переселенцы заметно отличались от местных армян языком и одеждой. В дальнейшем сколько-нибудь значительных переселений в Карабах не наблюдалось. Азербайджанская исследовательница Д. И. Исмаилзаде отмечала:

Направление репатриационных потоков было локализовано главным образом пределами Армянской области. Лишь незначительное количество армянских семей поселилось на пограничной территории соседней Каспийской области. Так, в ответ на вопрос начальника Каспийской области о количестве армян, переселившихся из Турции и Ирана в пределах области, местная администрация рапортовала о том, что армяне на вверенную им территорию не прибывали. Лишь в пограничную Карабахскую провинцию переселилось в 1840 г. 222 человека

Согласно камеральному описанию Армянской области генерала Мерлини за 1830 год, в Нахичеванской провинции (сюда не входили Шарур и Ордубад) проживало 30 507 человек, из которых 17 138 человек являлись мусульманами, 2 690 человек — коренными армянами, 10 625 человек — армянами, переселёнными из Персии, и 27 человек — армянами, переселёнными из Турции.

### Переселение армян после Адрианопольского мира

Рапорт И. Ф. Паскевича к Николаю I с предложениями по организации помощи армянам, пожелавшим переехать на территорию России, 10 октября 1829 год, Эрзерум

2 сентября 1829 года по итогам Русско-турецкой войны (1828—1829) был подписан Адрианопольский мирный договор, которым было предусмотрено возвращение Турции части территорий, завоёванных войсками под командованием графа И. Ф. Паскевича. Паскевич обратился к Николаю I с предложением предоставить возможность армянам и грекам, проживающим на таких территориях и оказавшим поддержку русским войскам, переселиться в Российскую империю с тем, чтобы избежать преследований со стороны турецких властей. При этом Паскевич просил разрешения потратить на такое переселение около 1 млн рублей, выделенных ему в начале войны на непредвиденные расходы. Ходатайство было утверждено императором, и около 100 тысяч человек переехали на казённые российские земли, при этом каждой переезжающей семье было выделено в среднем по 25 рублей.
В результате войны Россия приобрела Ахалцихский пашалык, территория которого впоследствии стала Ахалцихским и Ахалкалакским уездами Тифлисской губернии. В 1829 году на территорию бывшего Ахалцихского пашалыка было переселено примерно 30 тыс. армян из Эрзурумского и Карского пашалыков Османской империи.
В 1830 году примерно 45 тыс. армян Эрзерумского и Баязетского пашалыков Турции переселились на земли бывшего Эриванского ханства и поселились к юго-востоку от озера Севан. Часть местных азербайджанцев и курдов, напротив, эмигрировали в Турцию и Персию.
А. Худобашев в своей работе «Обозрение Армении в географическом, историческом и литературном отношениях» 1859 года писал, что всего с армией Паскевича на российскую территорию перешло 90 тысяч армянских переселенцев из районов Эрзерума, Карса, Баязета и Топрак-Кале. По данным Ричарда Ованесяна, большинство из 7300 семей, переселившихся из района Эрзерума, поселились в Ахалцихе, а большинство армянских переселенцев из районов Карса и Баязета — на территории бывших Эриванского и Карабахского ханств.
Армянское население Карабаха в 1836 году составило 19 тысяч человек.
В городе Эривань мусульмане в этот период продолжали составлять большинство (более 7 тысяч из 11 400 жителей). На территории бывшего Нахичеванского ханства азербайджанцы насчитывали около 17 тыс., армяне-переселенцы — 10,7 тыс., армяне-старожилы — 2,7 тыс. В Ордубадский округ было переселено свыше 2 тыс. армян. Всего в период 1828—1830 гг. иммиграция армян на территории Эриванской и частично Елизаветпольской губерний превысила 140 тыс. человек. В 1829—1831 гг. турецкие переселенцы — греки и армяне — обосновываются также на Цалкском нагорье, откуда в конце XVIII века прежнее грузинское население почти всё ушло из-за постоянных набегов дагестанцев. В работе, подробно описывавшей доступные на тот период сведения об истории и культуре армян — «Обозрение Армении в географическом, историческом и литературном отношениях» А. Худобашева, изданной в 1859 году в Санкт-Петербурге, говорилось следующее:

С XIX столетия Россия приобрела в разные времена от Турции и Персии большую часть областей древней Великой Армении. Число жителей этих областей с 1828 по 1830 год увеличилось новыми поселенцами. Паскевич вывел в это время из Эрзурума, Карса, Баязеда и Топрак-Кале 90 тыс. армян; из персидских городов Хоя, Салмаса, Урмии, Табриза и Маку до 40 тыс.

Согласно Худобашеву, на 1859 год армянское население в Закавказье (в Армянской области, Грузии и Ширване) составило 500 тыс.. Историки — современники переселений 1828—1830 гг. В. Потто и С. Глинка подтверждают эти цифры.

### Русско-турецкая война 1877—1878 гг. и переселения армян в Закавказье
Этнический состав российского Закавказья подвергся большим изменениям также во второй половине XIX века. В результате войны (1877—1878) Россия приобрела территорию, которая впоследствии составила Батумскую область. За два года (1890—1891) отсюда были выселены более 31 тыс. мусульман, место которых заняли армянские и частично грузинские переселенцы из восточных районов Османской империи. Переселение армян из этих районов в Батумскую область продолжалось вплоть до начала XX века.
В конце XIX — начале XX века в обстановке усилившихся гонений на национальные и религиозные меньшинства в Турции, последовавших за этим погромов и актов геноцида, трапезундские армяне и понтийские греки были вынуждены покинуть Трапезундский вилайет, где они проживали столетиями, и расселиться в Крыму и на Кавказе (ныне Аджария, Абхазия и Краснодарский край). Рональд Григор Сюни считает, что самым важным результатом русского завоевания Закавказья и дальнейших миграционных процессов стало создание компактного армянского большинства на территории бывшего Эриванского ханства, при том что мусульмане продолжали составлять большинство населения самой Эривани до начала XX века.

## Переселения армян в XX веке

### Последствия геноцида армян в Османской империи

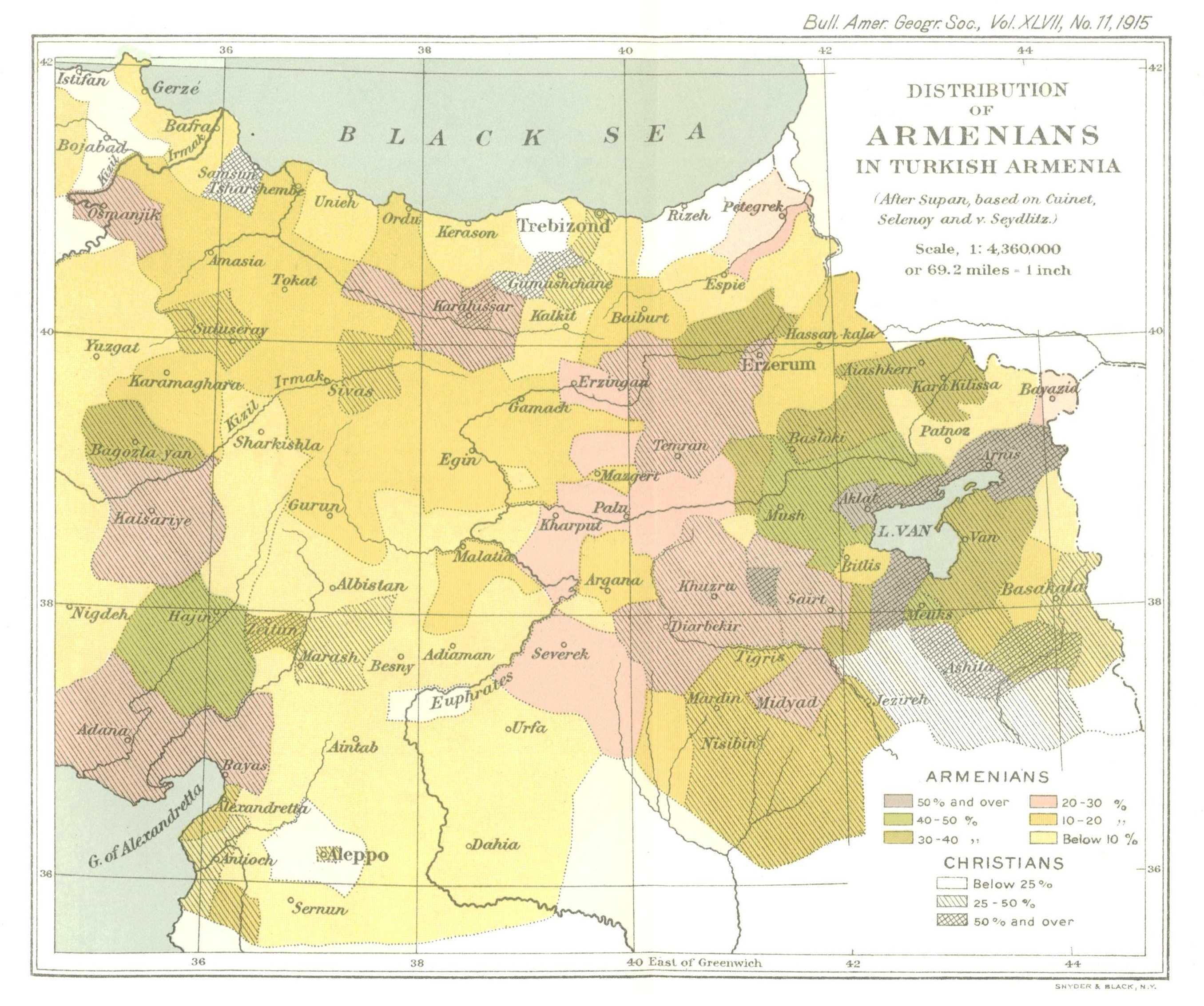
Географическое расселение армян до геноцида

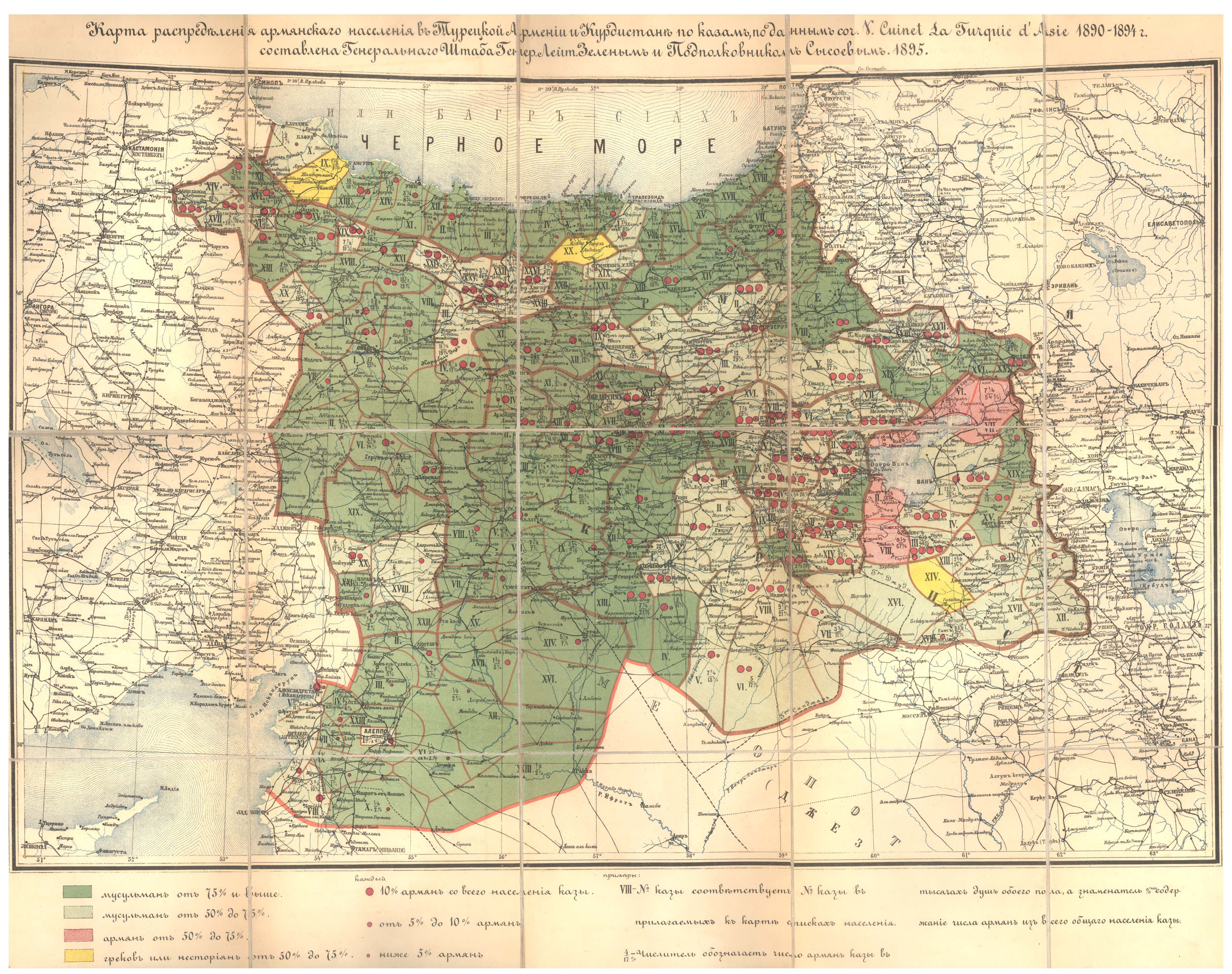
Карта распределения армянского населения в Турецкой Армении и Курдистане

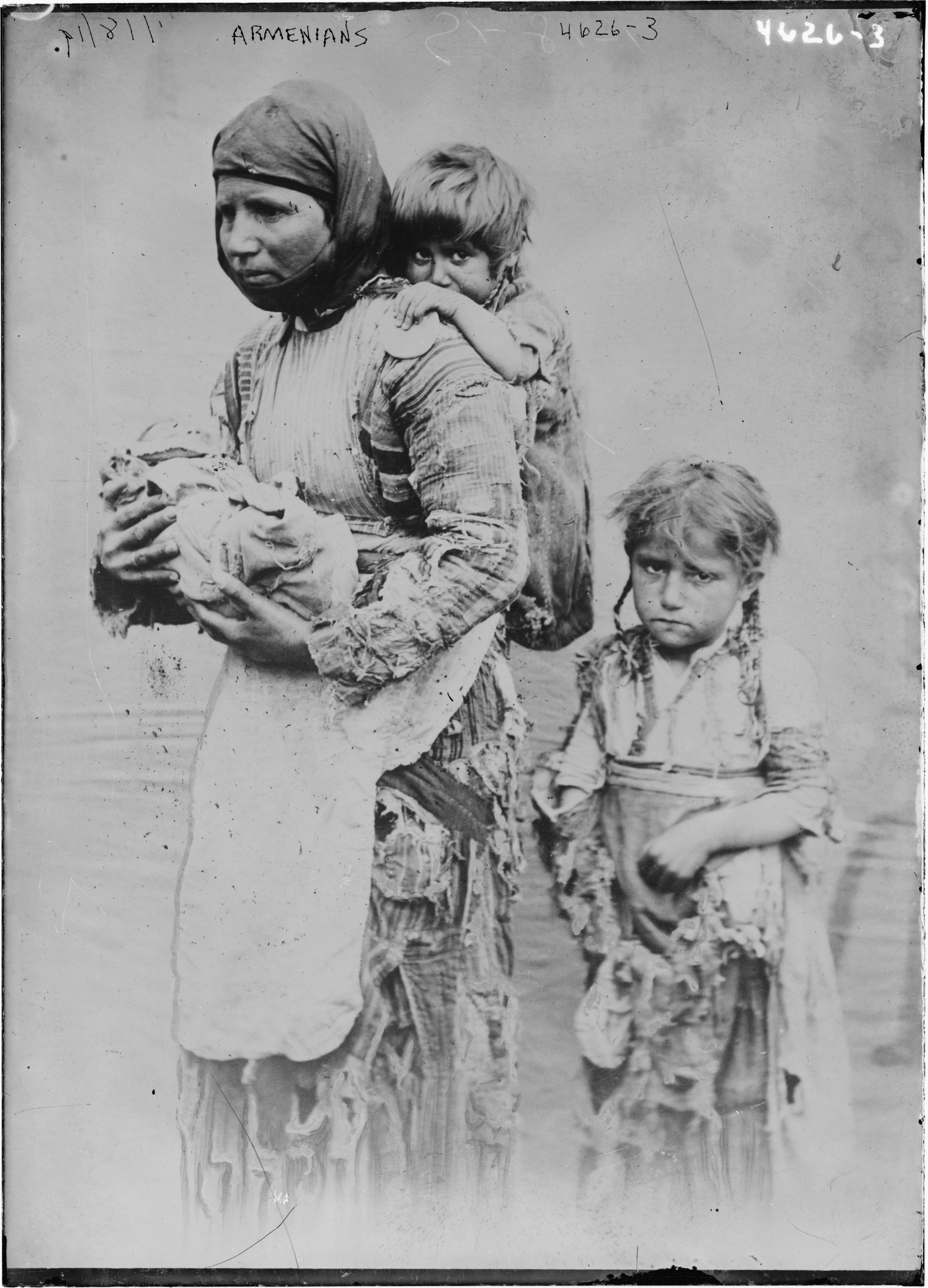
Семья армянских беженцев (1899)

По данным первой переписи населения в Османской империи (1844), численность армян в Азиатской Турции составила 2 000 000. В 1867 году на Всемирной выставке в Париже было заявлено о том, что в Малой Азии проживает 2 000 000 армян, в европейской Турции — 400 000. Согласно данным армянского патриархата, в 1878 году количество армян в Османской империи составляло 3 000 000: 400 000 в европейской Турции, 600 000 в западной Малой Азии, 670 000 в вилайетах Сивас, Трапезунд, Кайсери и Диарбакир и 1 330 000 на Армянском нагорье. По аналогичным данным 1914 года, на территории империи проживало 1 845 450 армян. Уменьшение армянского населения более чем на миллион можно объяснить утратой Карса и Ардагана (1878), резнёй 1894—1896 годов, бегством армян из Турции и насильственным обращением в ислам.
В 1915 году, во время Первой мировой войны, армяне подверглись геноциду со стороны османских властей. Число жертв армянского геноцида оценивается в 500 000 — 1 500 000 человек. Уничтожение армянского населения сопровождалось кампанией по уничтожению армянского культурного наследия, включая замену армянских географических названий на турецкие.
Процесс изгнания и уничтожения турецких армян завершился серией военных кампаний турецкой армии в 1920 году против беженцев, вернувшихся в Киликию, и во время резни в Смирне, когда войска под командованием Мустафы Кемаля вырезали население армянского квартала, а затем, под давлением западных держав, разрешили эвакуироваться оставшимся в живых. С уничтожением армян Смирны, последней уцелевшей компактной общины, армянское население Турции практически прекратило существование на своей исторической родине. Оставшиеся в живых беженцы рассеялись по миру, образовав диаспоры в нескольких десятках стран. Многие из них осели в российском Закавказье. Как отмечал П. Пагануцци, «по личному приказанию Государя Императора Николая II русские войска предприняли ряд мер для спасения армян, в результате которых из 1.651 тысячи душ армянского населения Турции было спасено 375 тысяч, то есть 23 %, что само по себе является исключительно внушительной цифрой».
По официальной статистике, в 1927 году в Турции оставалось лишь 77 400 армян. В настоящее время в Турции живут от 80 до 90 тысяч армян-христиан, преимущественно в Стамбуле. Численность армян-мусульман оценивается примерно в 400 тысяч.

### Западноармянские беженцы в Закавказье
20 октября (2 ноября) 1914 года Россия объявила войну Турции. Армяне связывали с этой войной определённые надежды, рассчитывая на освобождение с помощью русского оружия Западной Армении. Поэтому армянские общественно-политические силы и национальные партии по всему миру объявили эту войну справедливой и заявили о безусловной поддержке России и Антанты.

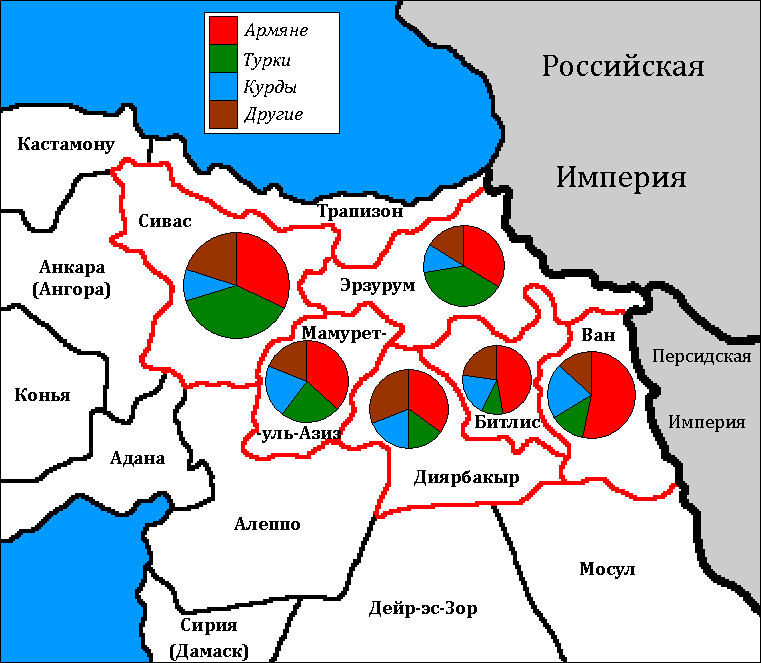
Этническая карта северо-востока Османской империи перед Первой мировой войной

В 1915 году в ходе боевых действий Кавказской армии против турецких войск русским войскам удалось продвинуться вглубь турецкой территории. В мае 1915 года русские войска пришли на помощь восставшим армянам в городе Ван, но уже в июле были вынуждены отступить. С ними вместе в Эриванскую губернию бежало более 200 тыс. армян из Западной Армении.

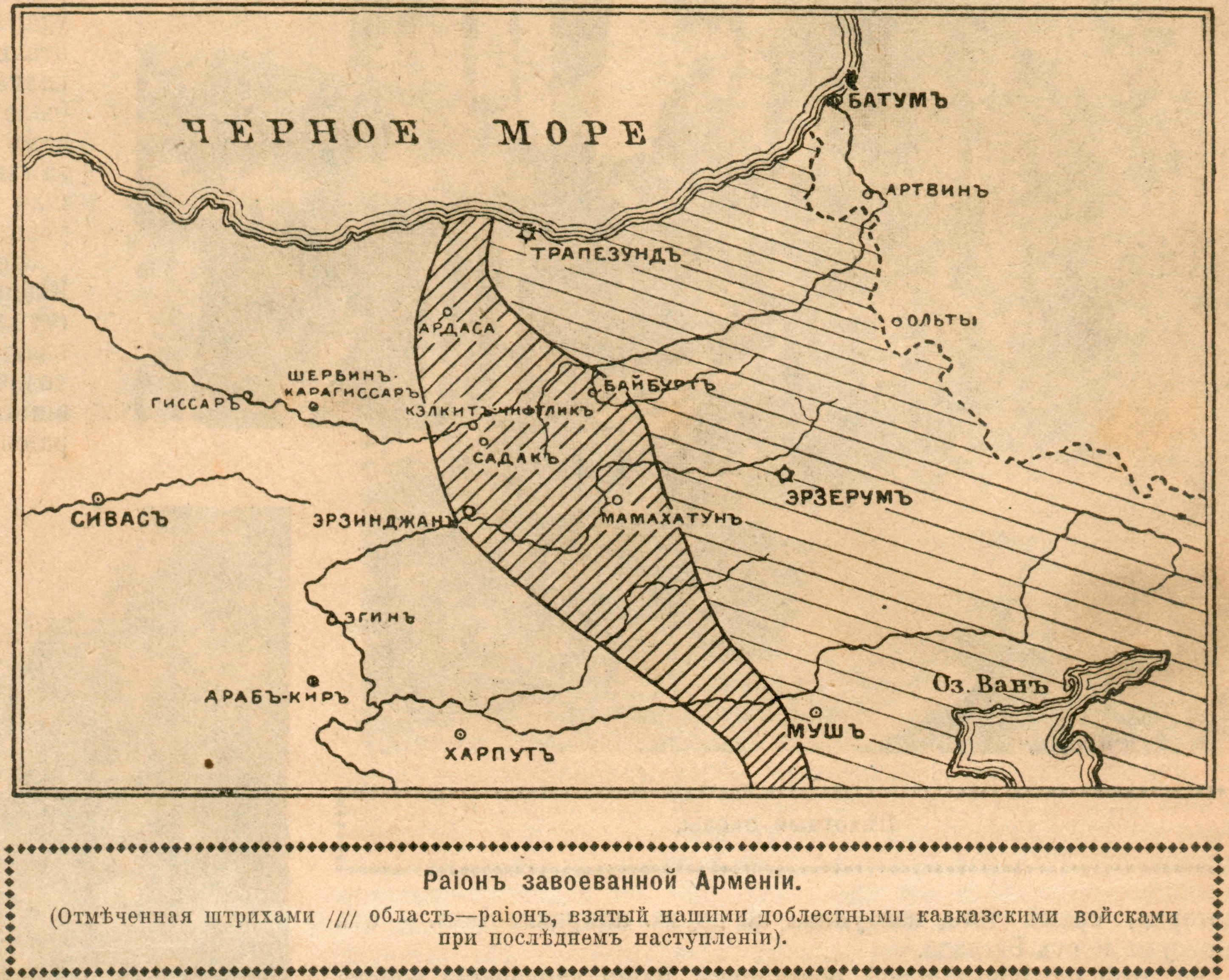
Территория Западной Армении, занятая русскими войсками к лету-осени 1916 г. Журнал Нива № 31 — 1916 г.

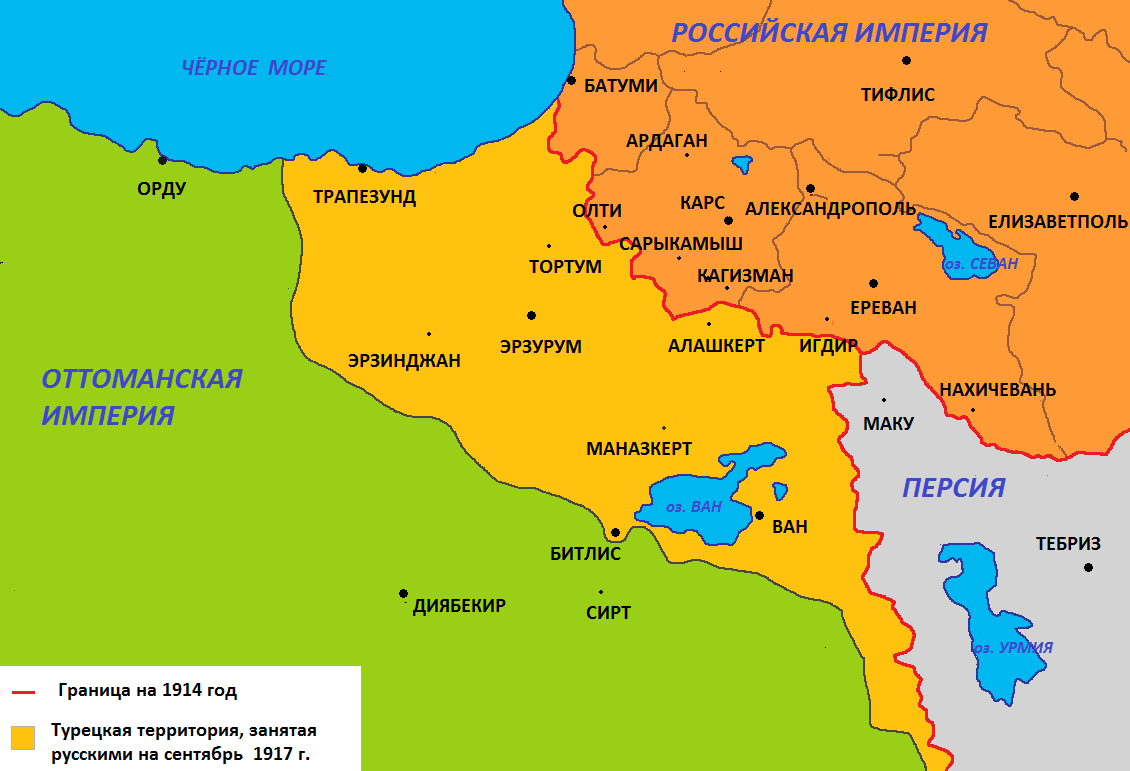
Территория Западной Армении, занятая русскими войсками по состоянию на сентябрь 1917 г.

В 1916 году русские войска продолжили наступление, овладев рядом крупных городов: Эрзерум, Ван, Трапезунд, Эрзинджан, Муш и Битлис. На занятых русскими войсками территориях Турецкой Армении был установлен оккупационный режим. Боевые действия сопровождались резким обострением межконфессиональных и межэтнических отношений на территории Османской империи, что вылилось как в организованное турецкими властями массовое уничтожение и депортацию христианского населения, так и в этнические чистки мусульманского населения со стороны русских войск и армянских воинских формирований.
Октябрьская революция 1917 года привела к развалу Кавказского фронта. К январю 1918 года русские войска оставили фронт. Турецкой армии в этот период противостояли лишь разрозненные части из состава Армянского добровольческого корпуса. В отсутствие русских войск межэтнические столкновения между армянами, курдами и азербайджанцами в прифронтовой зоне приобрели массовый характер. 30 января (12 февраля) 1918 года под предлогом защиты мусульманского населения от резни со стороны армян турки начали наступление и к 24 марта дошли до границ 1914 года, вернув контроль над всей Восточной Анатолией. Мирное армянское население было вынуждено покинуть турецкие территории вместе с отступающими армянскими добровольческими формированиями.
По условиям Русско-турецкого дополнительного договора, подписанного в Брест-Литовске 3 марта 1918 года, русские войска были обязаны незамедлительно покинуть округа Ардагана, Карса и Батума (Карсскую и Батумскую области). Россия обязалась не вмешиваться в новую организацию государственно-правовых отношений этих округов и предоставить населению этих округов установить новый строй в согласии с соседними государствами, в особенности с Турцией. Кроме того, в договоре содержался и пункт, обязывавший советские власти «демобилизовать и распустить армянские четы, состоящие из турецких и русских подданных, которые находятся как в России, так и в оккупированных турецких провинциях».

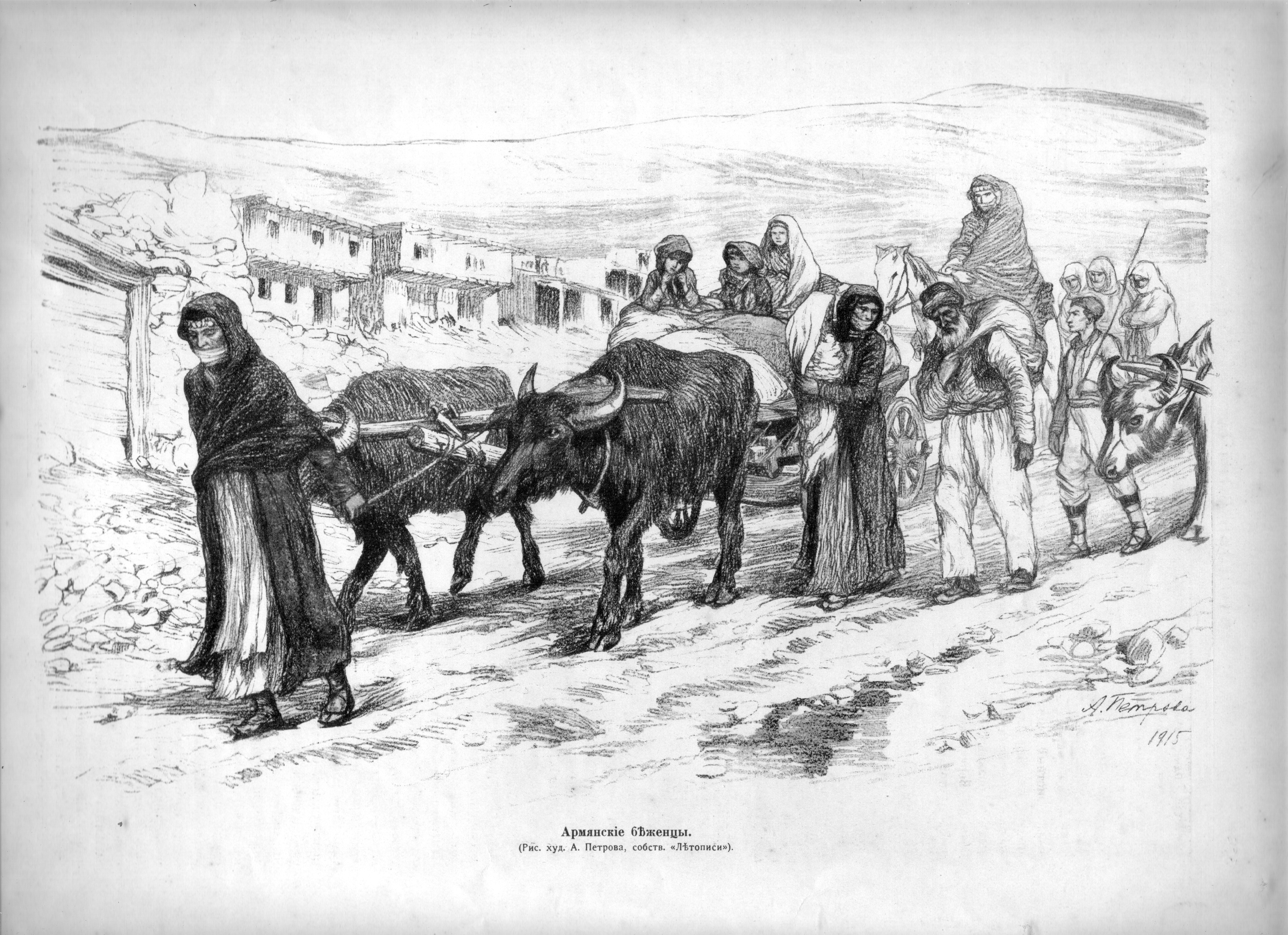
Армянские беженцы из Турции, 1915 г. Рис. А. Петрова

22 апреля Закавказский сейм под давлением Турции провозгласил Закавказье «независимой, демократической и федеративной республикой», 25 апреля по приказу правительства ЗДФР армянские войска покинули Карс вместе с 20-тысячным населением города. 15 мая в связи с турецким ультиматумом был оставлен Александрополь. С падением Карса и Александрополя Армения оказалась полностью отрезана от внешнего мира. В ответ на ультимативное требование Турции Закавказский сейм был распущен и в Закавказье были провозглашены три самостоятельных государства — Грузия, Азербайджан и Армения.
30 мая Армянский национальный совет в Тифлисе объявил себя в «Обращении к армянскому народу» «верховной и единственной властью армянских уездов».
В условиях, когда турецкие войска находились в непосредственной близости от Эривани и оккупировали значительную часть армянской территории, Армения была вынуждена принять все турецкие территориальные требования. 4 июня Османская империя в Батуми подписала мирные договоры с каждой из закавказских республик. Для Армении, потерпевшей поражение в армяно-турецкой войне, условия подписанного договора были наиболее тяжёлыми: Турция признала её независимость в пределах лишь той территории, которую к этому времени контролировало правительство Республики Армения (менее половины территории бывшей Эриванской губернии — Ново-Баязетский уезд и восточные части Александропольского, Эриванского, Эчмиадзинского и Шарур-Даралагезского уездов).
По турецко-азербайджанскому договору Турция признала за Азербайджаном территорию Бакинской и Елизаветпольской губерний, а также Ордубадский участок Нахичеванского уезда Эриванской губернии; кроме того, Османская империя обязалась помочь Азербайджану в установлении контроля над Баку и Нагорным Карабахом.
После отступления русских войск власть в части Восточной Армении взяла армянская националистическая партия Дашнакцутюн. В условиях острого конфликта между армянами и мусульманами всё решала сила оружия, и каждая сторона пыталась решить территориальные вопросы за счёт других. На многочисленных турецких фронтах в Закавказье сила была на стороне азербайджанцев, соответственно потерпевшими были армяне. С армянской стороны Дашнакцутюном было изгнано большинство мусульманского населения на территориях, оказавшихся под их властью, а на его место в Новобаязетском и Шаруро-Даралагезском уездах Эриванской губернии были поселены беженцы-армяне. Дашнакцутюн претендовал на включение в состав Армении всей Эриванской губернии включая Нахичевань и Шаруро-Даралагез, Карсской области, части Тифлисской губернии и части Елизаветпольской губернии (Нагорного Карабаха).

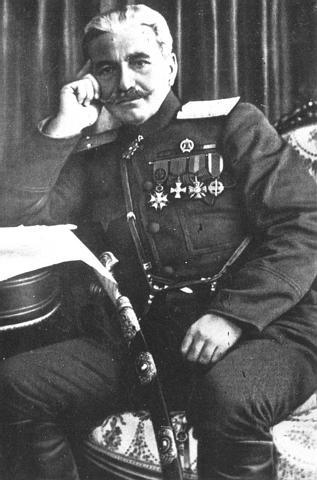
Генерал Андраник Озанян — армянский национальный герой, спасший и переселивший в Зангезур 30 тыс. армянских беженцев из Турции, и изгнавший значительную часть мусульманского населения региона

В 1918 году при отступлении отрядов генерала Андраника Озаняна с территории Турции в Зангезур переселилось более 30 тыс. армянских беженцев из Западной Армении, в основном из Муша и Битлиса. Часть армянских беженцев из Турции осталась в Зангезуре, тогда как многие другие были переселены в регионы Еревана и Даралагеза, где они заменили мусульман, изгнанных при участии отрядов Озаняна, с целью сделать этнически однородными ключевые регионы армянского государства. Например в Зангезурском уезде из 71,2 тыс. азербайджанцев (51,7 % — согласно данным 1897 года, в переписи именовались «татарами») в 1922 году осталось лишь 6,5 тыс. человек (10,2 % населения всей области). В данном случае столь значительное сокращение мусульманского населения связано с тем, что в состав Армении вошла только горная часть Зангезурского уезда, где армянское население составляло абсолютное большинство населения уже по переписи населения 1897 г. Территории с мусульманским большинством (части II, III и IV полицейского участков Зангезурского уезда) вошли в состав образованного в 1923 г. Курдистанского уезда Азербайджанской ССР. В то же время мусаватистами были опустошены армянонаселенные области Азербайджана: 17 тыс. жителей в Шемахе, 20 тыс. в Шеки. Армянское население уцелело лишь в горных районах Елизаветпольской губернии, куда так и не проникли мусаватисты.
Уходя в конце 1918 года из оккупированной Эриванской области, турецкая армия вывезла всё, что возможно: запасы продовольствия, домашний скот, орудия труда, одежду, мебель и даже двери, окна и железнодорожные шпалы. Зима 1918—1919 гг. в лишённой продовольствия, одежды и медикаментов Армении сопровождалась массовой гибелью людей. Выжившие в условиях голода и мороза становились жертвами сыпного тифа. В результате погибли почти 200 000 армян, то есть 20 % населения Армении.

### Территориальные претензии Сталина к Турции и репатриация заграничных армян в Армянскую ССР
В середине XX века началась репатриация армян в Армянскую ССР. 7 июня 1945 года министр иностранных дел СССР Молотов выдвинул на встрече турецкому послу в Москве требование о пересмотре советско-турецкой границы. Для обоснования этих претензий сразу же после завершения конференции в Ялте советское руководство во главе со Сталиным инициировало увеличение состава населения Армянской ССР и начало переселение армян из-за рубежа на территорию Армении. В 1945 году новоизбранный армянский католикос Геворг VI направил письмо Сталину с выражением поддержки политике Сталина по репатриации армян диаспоры в Армянскую ССР и возвращению армянских земель в Турции. Это было частью инициированной Сталиным общественной кампании, направленной на создание «гуманитарного» обоснования территориальных претензий к Турции.
В 1953 году, после смерти Сталина, МИД СССР заявил, что народы Советской Армении и Грузии более не имеют территориальных претензий к Турции, однако переселение армян, проводимое совместно с выставлением территориальных претензий к Турции — состоялось. Ещё до 1945 года, за период с 1929 по 1937 года в Армянскую ССР уже было переселено более 16 тыс. армян. В основном переселенцы были из Европы, переселение полностью финансировалось советским правительством. За 2 года, с 1946 по 1948 года в Армянскую ССР иммигрировало более 100 тыс. армян. Переселение и размещение армян из-за границы сопровождалось массовой депортацией примерно 100 тыс. азербайджанцев в Кура-Аракcскую низменность Азербайджанской ССР. Согласно Владиславу Зубку, эта депортация и вселение армян осуществлялись по плану первого секретаря Компартии Армении Григория Арутинова, подтверждённому в 1947 году И. В. Сталиным, и Постановлению Совета Министров СССР за № 4083 «О переселении колхозников и другого азербайджанского населения из Армянской ССР в Кура-Араксинскую низменность Азербайджанской ССР» 1948 года.

## Переселения армян в XXI веке

### Армянские беженцы из Сирии
С началом гражданской войны в Сирии из зоны боевых действий в Армению переселилось 15 тысяч сирийских беженцев, в основном армянского происхождения. В 2012 году органы исполнительной власти Кашатагского района самопровозглашённой Нагорно-Карабахской Республики заявили, что готовы принять всех желающих переехать туда сирийских армян. По состоянию на 2018 год в Кашатагском районе поселились 76 армян из Сирии.
Азербайджанские официальные лица выступали с официальной нотой протеста и выразили обеспокоенность в связи с расселением беженцев в конфликтной зоне. Руководитель пресс-службы МИД Азербайджана Эльман Абдуллаев, назвав расселение в Нагорном Карабахе незаконными, заявил, что оно препятствует мирному процессу, и, что недопустимо расселять там сирийских армян без разрешения Азербайджана. Армянская сторона такие протесты отвергала, настаивая, что переселение сирийских армян в Карабах является их добровольным решением. Тем не менее, по словам представителей местных властей, вопросы благоустройства жилья переселенцев и предоставления стройматериалов решаются по правительственной программе.
В 2015 году факт переселения армян в Армению и Нагорный Карабах был отмечен BBC.

### Армянские беженцы из Нагорного Карабаха
Вторая Карабахская война завершилась установлением азербайджанского контроля над рядом территорий, контролируемых с начала 1990-х годов непризнанной Нагорно-Карабахской Республикой. Это привело к исходу армянского населения этих территорий, по большей части в Армению. На октябрь 2021 года число осевших в Армении составляло 25 тысяч, в том числе бо́льшая часть армян Гадрутского района бывшей НКАО, а также армяне, проживавшие по состоянию на 2020 год в районах вокруг Нагорного Карабаха (где до 1993 года жили азербайджанцы).
По итогам боевых действий в Нагорном Карабахе в сентябре 2023 года, положившим конец существованию НКР, почти всё её армянское население, около 100 тысяч человек, покинуло свои дома и переехало в Армению.

## Проблема переселения армян в официальной пропаганде Азербайджана
Отмечая, что «мало кто из армянских авторов отваживается оспаривать сам факт крупных миграций армян из Ирана и Османской империи на территорию Восточной Армении вследствие русско-турецких и русско-иранских войн 1826—1829 гг.», и что «сами армянские исследователи согласны с тем, что в начале XIX в. армяне составляли едва ли 20 % населения Эриванского ханства, и лишь после 1828—1832 гг. они численно перевесили мусульман (Асланян и др., 1966. С. 87; Парсамян, 1972. С. 49-52, 66; Bournoutian, 1996. Р. 77-79)», В. А. Шнирельман полагает, что проблема переселения армян в Закавказье занимает одно из ключевых мест в современной антиармянской пропаганде в Азербайджане, которая утверждает, что таким образом российские власти пытались создать христианский форпост против мусульман. Также азербайджанскими историками утверждается, что армяне появились в Карабахе после 1828 года и что армянские могилы в Карабахе не имеют датировки старше 150 лет (на 1989 год). Согласно Шнирельману, эти взгляды азербайджанских историков основаны на записке, якобы составленной Грибоедовым (согласно Шнирельману, Грибоедов не имел к ней отношения), и из сочинений русских шовинистов начала XX века, таких как Шавров и В. Л. Величко, и игнорируют документы XVIII—начала XIX века.
Джордж Бурнутян отмечает, что азербайджанские историки во главе с З. М. Буниятовым, обосновывая претензии азербайджанских властей на исторические права на территорию Нагорного Карабаха, доказывают, что армянское население прибыло в Карабах только после 1828 года. При этом игнорируются факты множественного присутствия армян на территории Карабаха, до Туркменчайского мира. Бурнутян приводит примеры из книги Есаи Гасан-Джалаляна, например где говорится о том, что в 1722 году Карабах выставил 10-тысячное армянское войско в помощь армии Петра I, а также сообщение о 12000 армян, укрывшихся в горах Карабаха. В переводе книги Есаи Гасан-Джалаляна Буниятовым фрагмент о 10-тысячном войске был искажён заменой слов «Армянское царство» на «Албанское государство», а в предисловии Буниятов доказывал, что армянского населения в Карабахе до 1828 года не было.

### Дополнительные источники
- Полный текст Туркманчайского договора
- Адрианопольский мирный договор между Россией и Турцией // Под стягом России : Сборник архивных документов. — М.: Русская книга, 1992. (Полный текст договора на сайте Восточная литература)
- Ъ-Власть. «Армяне в Советском Союзе чувствуют себя обиженными»